# Jean-Alphonse Turrettini
Pour les articles homonymes, voir Turrettini.
Jean Alphonse Turrettini (13 août 1671 - 1er mai 1737 , né et mort à Genève) est un théologien protestant.

## Biographie
Issu d'une famille de Lucques, qui a quitté l'Italie pour exercer librement la religion réformée, il est le fils de François Turrettini, pasteur et professeur de théologie à Genève. Il étudie à Genève et, après avoir visité la Hollande, la France et l'Angleterre, il se consacre au ministère évangélique. Reçu en 1693 dans la « Vénérable Compagnie des Pasteurs » de Genève, il devient pasteur de la congrégation italienne. Il est nommé en 1697 professeur d'histoire ecclésiastique à Genève, puis professeur de théologie en 1705.
En 1708, il devient membre de l’Académie royale des sciences et des lettres de Berlin.
Jouissant d'une grande influence à Genève, il forme avec Jean-Frédéric Ostervald et Samuel Werenfels ce qu'on appelle le « triumvirat  ». Opposé au concept de prédestination calviniste, il fut l'avocat d'une théologie plus libérale que celle qui avait cours. C'est ainsi, qu'il appuya grandement l'abolition en 1706 de l'obligation pour les pasteurs d'adhérer au Consensus helvétique, doctrine à laquelle il renonça lui-même en 1725.
Il travaille grandement, sans y réussir, au rapprochement entre les Églises réformée et luthérienne.

## Œuvres
On a de lui :
- Nubes testium pro moderate et pacifico de rebus theologicis judicio, et instituenda inter Protestantes concordia, Genève, 1729, pour l'unité des églises protestantes ;
- Cogitationes et dissertationes theologicae (en français Traité de la vérité de la religion chrétienne), Genève, 1737, sur les principes de la religion naturelle et révélée ;
- des commentaires sur les épîtres aux Thessaloniciens et aux Romains ;
- Pyrrhonismus pontificius, Leyde, 1692, qui est une réfutation de l’Histoire des variations des Églises protestantes de Bossuet ;
- Historiae ecclesiasticae compendium ad annum 1700, Genève, 1734.

### Citations
1. ↑  Barthe 1864, p. 55-57.
2. ↑  Barthe 1864, p. 55. Cette opposition à la prédestination se manifeste particulièrement chez trois écrivains : Alphonse Turretin, Osterwald et Werenfels. [...] Jean-Alphonse Turretin, dans de nombreux voyages, avait eu l'occasion d'affermir ses idées anti-calvinistes.
3. ↑  Barthe 1864, p. 55-56. Dès 1706 il entra en lutte avec la compagnie de Genève, à l'occasion d'un ministre français qui déclarait ne pouvoir signer le sic sentio du formulaire genevois. Turretin se déclara en sa faveur [...] et obtint qu'on n'imposerait plus le formulaire, mais qu'on se tairait sur le synode de Dordrecht et le consensus.

### Sources
- J. Barthe, Histoire abrégée de la prédestination jugée par la raison et Saint Paul aux Romains (thèse), Strasbourg, Silbermann, 1864 (lire en ligne)